# Atletismo nos Jogos Pan-Americanos de 2019 - Lançamento de disco feminino
A competição do lançamento de disco feminino foi um dos eventos do atletismo nos Jogos Pan-Americanos de 2019, em Lima, no Peru. A prova foi realizada no dia 6 de agosto.

## Calendário
Horário local (UTC-5).
| Data        | Horário | Fase  |
| ----------- | ------- | ----- |
| 6 de agosto | 18:25   | Final |

## Medalhistas
| Ouro   | CUB Yaime Pérez        |
| Prata  | BRA Andressa de Morais |
| Bronze | BRA Fernanda Martins   |

## Recordes
Recordes mundial e pan-americano antes da disputa dos Jogos Pan-Americanos de 2019.
| Tipo                             | Atleta           | Marca   | Local          | Data                  |
| -------------------------------- | ---------------- | ------- | -------------- | --------------------- |
|                                  | Gabriele Reinsch | 76,80 m | Neubrandenburg | 9 de julho de 1988    |
| Recorde dos Jogos Pan-Americanos | Yarelys Barrios  | 66,40 m | Guadalajara    | 28 de outubro de 2011 |

Os seguintes novos recordes foram estabelecidos durante esta competição. 
| Data        | Prova | Atleta      | Nacionalidade | Distância | Recordes                         |
| ----------- | ----- | ----------- | ------------- | --------- | -------------------------------- |
| 6 de agosto | Final | Yaime Pérez | Cuba          | 66.58     | Recorde dos Jogos Pan-Americanos |

## Resultado final
Os resultados foram os seguintes:  
| Posição           | Atleta             | Nacionalidade         | #1    | #2    | #3    | #4    | #5    | #6    | Resultado | Notas                            |
| ----------------- | ------------------ | --------------------- | ----- | ----- | ----- | ----- | ----- | ----- | --------- | -------------------------------- |
| Medalha de ouro   | Yaime Pérez        | CUB Cuba              | 63.88 | x     | 61.69 | 64.65 | 64.15 | 66.58 | 66.58     | Recorde dos Jogos Pan-Americanos |
| Medalha de prata  | Andressa de Morais | BRA Brasil            | x     | 65.98 | x     | 60.26 | x     | x     | 65.98     | Recorde sul-americano            |
| Medalha de bronze | Fernanda Martins   | BRA Brasil            | x     | 62.23 | x     | 60.29 | x     | 59.44 | 62.23     |                                  |
| 4                 | Denia Caballero    | CUB Cuba              | 60.46 | x     | 59.14 | x     | x     | x     | 60.46     |                                  |
| 5                 | Whitney Ashley     | USA Estados Unidos    | 60.27 | x     | x     | x     | x     | x     | 60.27     |                                  |
| 6                 | Shanice Love       | JAM Jamaica           | x     | 57.82 | 57.56 | 59.82 | 56.43 | 57.85 | 59.82     |                                  |
| 7                 | Shadae Lawrence    | JAM Jamaica           | 51.67 | 58.99 | 57.54 | x     | x     | 55.03 | 58.99     |                                  |
| 8                 | Kelsey Card        | USA Estados Unidos    | x     | 57.87 | 53.88 | 58.94 | x     | 57.67 | 58.94     |                                  |
| 9                 | Aixa Middleton     | PAN Panamá            | 49.27 | 53.14 | 53.80 |       |       |       | 53.80     | Recorde da temporada             |
| 10                | Karen Gallardo     | CHI Chile             | 51.41 | 53.42 | 51.84 |       |       |       | 53.42     |                                  |
| 11                | Ailen Armada       | ARG Argentina         | x     | x     | 51.30 |       |       |       | 51.30     |                                  |
| 12                | Ivana Gallardo     | CHI Chile             | x     | 50.85 | x     |       |       |       | 50.85     |                                  |
| 13                | Portious Warren    | TTO Trinidad e Tobago | x     | x     | x     |       |       |       | NM        |                                  |

Legenda
| Recorde mundial                  | Recorde mundial (World record)               |                       | Recorde africano                      | Recorde africano (African) |                                           | Q | Classificado por posição (Qualified) |
| Recorde dos Jogos Pan-Americanos | Recorde pan-americano (Pan-American record)  | Recorde da América    | Recorde da América (Americas)         | q                          | Classificado por melhor tempo (Qualified) |   |                                      |
| Melhor marca do ano              | Melhor marca do ano (World leading)          | Recorde asiático      | Recorde asiático (Asian)              | DNS                        | Não largou (Did not start)                |   |                                      |
| Recorde nacional                 | Recorde nacional (National record)           | Recorde europeu       | Recorde europeu (European)            | DNF                        | Não terminou (Did not finish)             |   |                                      |
| Recorde pessoal                  | Recorde pessoal do atleta (Personal best)    | Recorde da Oceania    | Recorde da Oceania (Oceania)          | DSQ / DQ                   | Desclassificado (Disqualified)            |   |                                      |
| Recorde da temporada             | Recorde da temporada do atleta (Season best) | Recorde sul-americano | Recorde sul-americano (South America) | NM                         | Sem marca (No mark)                       |   |                                      |